# Out of Season (film)
Pour les articles homonymes, voir Out of Season.
Pour plus de détails, voir Fiche technique et Distribution.
Out of Season est un film dramatique britannique réalisé par Alan Bridges et sorti en 1975.
Produit par Lorimar Productions, le film est présenté à la Berlinale 1975 le 6 juillet 1975.

## Synopsis
Joe Turner (Cliff Robertson) revient en Grande-Bretagne vingt ans après avoir mis fin à sa relation amoureuse avec Ann (Vanessa Redgrave). Il la retrouve à la tête du même hôtel dans une pittoresque station balnéaire du Dorset, mais avec une fille adulte nommée Joanna (Susan George). Joe et Ann tentent de renouer leur relation, mais avec l'interférence de Joanna, qui flirte avec Joe dès qu'elle le rencontre et rivalise avec sa mère pour attirer son attention.
Quelques jours après le retour de Joe, une dispute avec Ann le pousse à partir, mais Joanna le suit en voiture et lui demande de rester, et il revient à l'hôtel. Ce soir-là, Joe découvre inopinément l'une des femmes (dont on ne voit pas le visage) qui s'offre à lui dans sa chambre, et il accepte sans mot dire son invitation. Le lendemain matin, Joe se comporte comme s'il pensait que la femme était Ann, et lui et Ann tentent de continuer à relancer leur relation, mais la soirée se termine avec Joanna qui annonce aux deux autres qu'elle a été avec Joe la nuit précédente. Joe ne dit rien, mais Ann réagit en entraînant physiquement Joanna et en l'enfermant dans sa chambre. Joe convient avec Ann qu'il partira quelques semaines pour s'occuper d'affaires à Londres, puis reviendra.
Après qu'Ann soit partie se coucher, Joanna s'échappe par la fenêtre et retourne à l'hôtel, où elle trouve Joe assis seul au rez-de-chaussée. Ses premières tentatives pour la renvoyer dans sa chambre échouent, et Joe et Joanna succombent à leurs sentiments l'un pour l'autre et font l'amour. Ann les surprend ensemble et informe froidement Joe qu'il est le père de Joanna, car elle lui avait déjà menti en lui disant que le père de Joanna était mort.
Le lendemain, l'une des femmes quitte la station en train, tandis que l'autre reste avec Joe à l'hôtel. Joe parle de remettre l'endroit en état avant de s'asseoir pour jouer aux cartes avec la femme.

## Fiche technique
- Titre original : Out of Season[1],[2]
- Réalisation : Alan Bridges
- Scénario : Eric Bercovici (en), Reuben Bercovitch
- Photographie : Arthur Ibbetson
- Montage : Peter Weatherley (en)
- Musique : John Cameron
- Décors : Robert Jones
- Production : Eric Bercovici (en), Reuben Bercovitch
- Sociétés de production : Lorimar Productions
- Format : couleurs par Technicolor - Son mono - 35 mm
- Pays de production :  Royaume-Uni
- Langue de tournage : anglais britannique
- Genre : drame de l'inceste
- Durée : 90 minutes
- Dates de sortie : 
  - Royaume-Uni : juin 1975

## Distribution
- Vanessa Redgrave : Ann
- Cliff Robertson : Joe Turner
- Susan George : Joanna
- Edward Evans (en) : Charlie
- Frank Jarvis (en) : le facteur

## Production
Out of Season est tourné aux studios d'Elstree à Borehamwood, dans le Hertfordshire, et en extérieur dans le Dorset, principalement sur l'île de Portland. Les décors ont été conçus par le directeur artistique Robert Jones. Le film s'intitulait à l'origine Winter Rates et il a été annoncé par le magazine Daily Variety en 1974 comme mettant en vedette Redgrave et Oliver Reed. Le budget prévu était d'environ 500 000 dollars américains.